# Prière de Manassé
La Prière de Manassé est un texte de la Bible, rattaché à l'Ancien Testament, et souvent intégré au dernier chapitre du Second livre des Chroniques (Paralipomènes), sans titre ni capitulation propre.
Ce texte court (15 versets) est une prière de pénitence du roi de Juda, Manassé, captif à Babylone, qui était, selon la Bible, parmi les plus idôlatres. Cependant, après avoir été fait prisonnier par les assyriens, il pria pour son pardon et se détourna de son idolâtrie.
Elle contient de  nombreuses réminiscences des Psaumes, en particulier  du Psaume 50.
La Prière de Manassé fait partie de certaines éditions de la Septante grecque et de certaines versions de la Vulgate latine ("Oratio Manasse"). Saint Jérôme ne l'intègre pas à la traduction du Second Livre des Chroniques qu'il a faite à partir de l'hébreu.
Cependant, jusqu'au VIe siècle au moins, la traduction latine de la Prière de Manassé a fait partie du corpus des hymnes bibliques utilisées dans certaines liturgies latines, en Afrique du Nord notamment, comme l'atteste le commentaire qu'en a donné l'évêque Verecundus de Junca, mort après 552. La Glose ordinaire de la Bible (Martin Morard, ed., Glossa ordinaria cum Biblia latina (2Par. 37)  in : Sacra Pagina, IRHT-CNRS, 2024) en propose un commentaire extrait de celui de Verecundius.
Les manuscrits de la version parisienne ou universitaire de la Vulgate latine du XIIIe siècle ainsi que les premières éditions imprimées de la Vulgate, dont la Bible de Mayence à 42 lignes en 1452, l'intègrent à la suite du chapitre 36 du second livre des Chroniques (Paralipomènes), parfois avec un titre, parfois sans distinction. Les versions latines publiées à partir du XVIe siècle ont été considérablement interpolées à partir du grec.
Le canon des Écritures, promulgué par le Concile de Ferrare-Florence et le Concile de Trente, ne la mentionne pas. Aucun acte conciliaire ne l'écarte explicitement du Canon. Cependant, la version sixtine de la Vulgate, parue en 1590 l'omet complètement. En 1592, la version corrigée promulguée par Clément VIII, connue sous le nom de Vulgate sixto-clémentine la place à la suite de tous les livres bibliques en appendice. Elle justifie ce choix en raison du fait que la Prière est "hors de la série des livres du Canon", ce qui est une interprétation restrictive du texte conciliaire, puisque les quelques versets de la prière n'ont jamais circulé sous forme de livre indépendant. Depuis les découvertes de Qumran, on sait que la Bible grecque (Septante) est le témoin de textes hébreux en partie disparus et que la conformité des textes bibliques chrétiens avec l'état de la Bible massorétique reçue par le judaïsme rabbinique depuis les premiers siècles du Christianisme n'est pas l'unique critère d'antiquité des textes, ni même de leur hébraïcité. La critique contemporaine estime même que l'original du texte grec que la Prière de Manassé "est sans doute hébreu". 
Parce qu'elle est absente du texte massorétique, le judaïsme et le protestantisme la rejettent comme apocryphe ; les Eglises catholique et les chrétiens orthodoxes la considèrent comme deutérocanonique pour les raisons expliquées au paragraphe qui précède.